# Mesegar de Tajo
Mesegar de Tajo è un comune spagnolo di 228 abitanti situato nella comunità autonoma di Castiglia-La Mancia.